# Cerapteryx
Genre
Cerapteryx est un genre de lépidoptères (papillons) de la famille des Noctuidae.

## Espèce rencontrée en Europe
- Cerapteryx graminis (Linnaeus, 1758) - Noctuelle des céréales